# Charles Richard Drew
Charles Richard Drew (3 de junio de 1904 - 1 de abril de 1950) fue un médico e investigador estadounidense, conocido por sus investigaciones sobre trasfusión de sangre y bancos de sangre, incluyendo técnicas para el almacenamiento, y su uso en gran escala a principios de la Segunda Guerra Mundial, lo que salvó la vida de millares de aliados.

## Síntesis biográfica
Drew nació en Washington D.C, hijo de Richard W. Drew y Nora Burrell. Asistió a la escuela elemental Meads Mill, y comenzó a trabajar como canillita vendiendo el Washington Times-Herald mientras asistía a la escuela. En 1918 se inscribió en la Dunbar High School, universidad segregada con reputación de ser una de las mejores escuelas negras del país. También fue atleta , lo que le ganó una beca parcial en el Amherst College de Massachusetts. La hermana de Drew, Elsie, afectada de tuberculosis falleció a causa de la pandemia de gripe de 1920, lo que -según sus propias palabras- le llevó a estudiar medicina.

### Plasma humano para proyecto británico
A fines de 1940, a poco de completar su tesis doctoral, Drew fue llamado por John Scudder para colaborar en un programa experimental que permitiera reunir, analizar y distribuir plasma sanguíneo en el Reino Unido. Drew viajó a Nueva York para dirigir el proyecto americano de plasma para el Reino Unido, una iniciativa para ayudar a los soldados y civiles británicos afectados por la guerra. Allí organizó un banco central de sangre, asegurándose de que toda la sangre donada fuese analizada antes de ser enviada. También controló que solamente personal idóneo realizara el manejo de la sangre, a fin de evitar la posibilidad de contaminación. Como el más prominente afroamericano en el campo de la medicina, Drew protestó contra la práctica de la segregación racial en la donación de sangre, que carece de fundamento científico, una acción que le costó su trabajo.
El programa operó exitosamente durante cinco meses, logrando un total de 15.000 donantes, y aproximadamente 5.500 dosis de plasma sanguíneo.

### Muerte
Como jefe de cirugía, Drew representó a su hospital en numerosas conferencias: desde 1939 asistía a la clínica libre anual del Hospital John A. Andrew Memorial en Tuskegee, Alabama. Hubo un cambio de planes antes de la clínica de 1950: Drew decidió conducir su automóvil llevando a otros tres médicos, ahorrando el costo de un viaje aéreo. Los cuatro se turnaron para conducir, y cuando Drew comenzó su segundo turno alrededor de las 8 de la mañana del 1 de abril, fatigado por haber pasado la noche en cirugía, perdió el control de vehículo y volcó tres veces a un lado de la ruta. Los tres acompañantes sufrieron heridas leves, pero a Drew le quedó atrapado el pie en el pedal, con lo que el automóvil lo arrolló al volcar: lo hallaron desvanecido y con serias heridas en las piernas. Fue llevado de urgencia al Hospital Alamance General de Burlington, pero falleció a la media hora de ingresar. Su funeral tuvo lugar el 5 de abril de 1950 en la Iglesia Baptista de la calle 19, en Nueva York.

## Legado y reconocimientos
- En 1966, se inauguró en California la escuela de posgrado Charles R. Drew, luego convertida en la Universidad Charles R.Drew de medicina y ciencia.
- En enero de 1970, abrió sus puertas la escuela Charles R. Drew Junior High School en Detroit, Míchigan.
- En 1981, el Servicio Postal de los Estados Unidos emitió un sello postal en su serie conmemorativa de «grandes americanos».
- En 2002, el científico Molefi Kete Asante incluyó a Charles R. Drew en su lista de «100 grandes afro-americanos».[3]
- Charles Drew Health Center, Omaha, Nebraska[4]
- Charles Drew Science Enrichment Laboratory, Michigan State University, East Lansing, Míchigan[5]
- Charles Drew Science Magnet Buffalo, NY
- Charles R. Drew Elementary School, Pompano Beach, Florida[6]
- Charles R. Drew Elementary School, Silver Spring, Maryland[7]
- Charles R. Drew Elementary School, Miami, Florida[8]
- Charles R. Drew Elementary School, también llamada Drew Model School por su currículum innovador, en Arlington, Virginia.
- Charles R. Drew Charter School abierta en agosto del 2000 en Atlanta.
- Charles R. Drew High School, Riverdale, GA[9]
- Charles R. Drew Hall, en la Howard University, Washington D. C.[10]
- Charles Drew Community Health Center, en Burlington, NC cerca de lugar del viejo hospital del condado de Alamance.
- Charles Drew Health Foundation, East Palo Alto, California.
- Parque Charles-Drew, en Le Sud-Ouest, Montreal, Quebec, Canadá
- Charles Drew House, residencia en el Amherst College, su alma mater.
- Charles R. Drew Memorial Bridge, Washington D. C.[11]
- Charles R. Drew Elementary School, Washington D. C. ntvibft67hgv